# Anabarilius xundianensis
Anabarilius xundianensis är en fiskart som beskrevs av He, 1984. Anabarilius xundianensis ingår i släktet Anabarilius och familjen karpfiskar. IUCN kategoriserar arten globalt som otillräckligt studerad. Inga underarter finns listade i Catalogue of Life.